# Wyspa błądząca

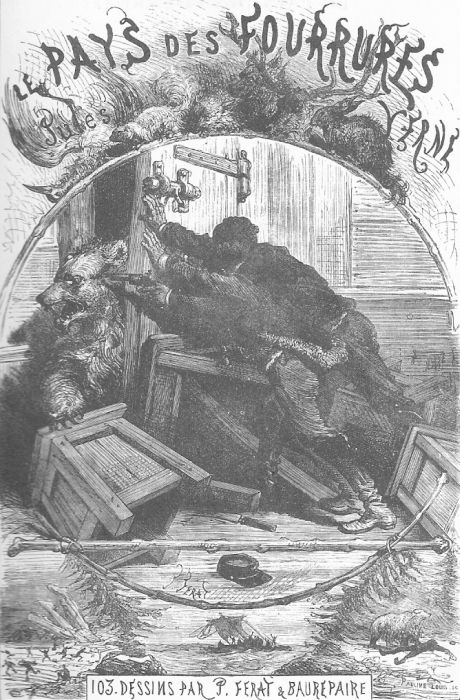
Strona tytułowa francuskiego wydania.

Wyspa błądząca (inna wersja tytułu wydań po polsku: W krainie białych niedźwiedzi; dosłowne tłumaczenie francuskiego tytułu: Kraina futer) (fr. Le Pays des fourrures, 1873) – dwutomowa powieść Juliusza Verne’a z cyklu Niezwykłe podróże. Część pierwsza składa się z 22 rozdziałów, a część druga z 25 rozdziałów.
Pierwszy polski przekład autorstwa Karoliny Bobrowskiej został opublikowany w 1925, pt. W krainie białych niedźwiedzi; drugie (i jak do tej pory ostatnie) skrócone tłumaczenie autorstwa Elwiry Korotyńskiej ukazało się po raz pierwszy w 1931, pt. Wyspa błądząca.